# Surf's Up 2 - Uniti per vincere
Surf's Up 2 - Uniti per vincere (Surf's Up 2: WaveMania) è un film d'animazione del 2017 diretto da Henry Yu.
È il sequel di Surf's Up - I re delle onde, uscito nel 2007, ed è stato stroncato dalla critica soprattutto per la snaturazione del protagonista Cody Maverick, il mancato uso della tecnica mockumentary che ha reso il primo film bello e per il fatto che non ha continuato la storia in favore della promozione dei wrestlers della WWE.

## Trama
Alcuni anni dopo gli eventi del primo film e la morte di vecchiaia di Big Z, Cody Maverick apre una scuola di surf sull'isola di Pen Gu dove insegna il surf ai bambini assieme a Lani Aliikai. A ostacolarli c'è nuovamente Tank Evans (in questo film si chiama Tenk), che ha a sua volta aperto una scuola di surf concorrente. Nel frattempo Joe Ruspante, ora un celebre surfista in tournée, ritorna all'isola di Pen Gu.
In quello stesso momento gli "Hang 5", una squadra di surfisti estremi (composta da: una lontra di nome Mr. McMahon (il leader), una pulcinella di mare di nome Paige, i pinguini J.C. (il più famoso), Undertaker e Hunter e il loro presentatore, un gabbiano) approdano sull'isola e Cody, loro grande ammiratore, li invita a una festa che ha organizzato in loro onore durante la quale Mr. Mahon spiega che la squadra è in viaggio verso un leggendario punto di surf, "la Trincea", in modo da poter cavalcare un'onda anomala di 15 metri e rivela che è venuto sull'isola per cercare un sostituto dal momento che è in procinto di ritirarsi. Quando Mr.McMahon. sotto consiglio di Paige, sceglie Lani, Cody e Tank cercano di convincere J.C. e Hunter a sponsorizzarli come potenziali sostituti di Mr. McMahon. Undertaker sceglie come compagno di squadra Joe, pur non conoscendo la sua fama e principalmente per avere uno spuntino, data la sua fame implacabile. La squadra parte quindi per il viaggio a bordo di un capodoglio.
Essendo arrivati davanti a una costa sconosciuta, la squadra decide di surfare attraverso il deserto per un po' di tempo, dove incontrano delle sabbie mobili e traggono in salvo prima Undertaker e in seguito Joe Ruspante e Cody (che era stato spinto lì da Tank), mostrando così che in una squadra ci si aiuta a vicenda. Il gruppo si accampa per la notte nei pressi di una giungla, dove si imbattono in un tempio in cui sono custodite le reliquie di un antico popolo di pinguini amanti dell'arte del surf. Tank, prendendo avidamente una tavola da surf dorata e incastonata di gioielli, fa crollare il tempio costringendo tutti alla fuga. Il gruppo prosegue il viaggio attraverso un gigantesco lago di lava e, dietro suggerimento di Cody che aveva visto un geroglifico ritraente una scena simile, costruiscono dei deltaplani con le tavole da surf per attraversare il lago. Tank come sempre cerca di sabotare Cody, e il pinguino, cercando di superarlo, lo spinge involontariamente verso Joe, che per poco non cade nella lava, venendo salvato da Undertaker. Cody viene rimproverato dagli altri membri della squadra, che gli dicono che fino a quando non imparerà a superare la sua estrema competitività e il suo rancore nei confronti di Tank non potrà entrare nella squadra, poiché in una squadra ci si sostiene a vicenda, prima di andarsene delusi dal suo comportamento. Cody, in preda ai sensi di colpa per aver messo il suo amico in pericolo, abbandona il gruppo quella sera stessa. Quando i suoi amici si accorgono che Cody se n'è andato, capiscono di essere stati duri con lui e che senza di lui non sarebbero mai riusciti ad attraversare il lago di lava e si muovono verso le Palisades.
Cody si imbatte nel frattempo un'altra lastra di geroglifici raffigurante il campione dell'antica popolazione che muore nella Trincea. Scoprendo inorridito che il gruppo sta andando proprio lì, Cody torna per avvertire i suoi amici, che sono già giunti sul posto. Il presentatore del gruppo viene disintegrato da una scarica di fulmini, morendo. Lani si accorge che gli Hang 5 stanno per nuotare durante un violento temporale e rinuncia a far parte della squadra (essendo quello l'unico modo di entrare a farne parte) mentre Joe  accetta di essere membro onorario degli Hang 5 e Tank accetta con riluttanza la sfida per entrare nella squadra e diventare pertanto famoso. 
Gli Hang 5 e Tank cavalcano quindi la gigantesca onda anomala con il temporale che infuria sopra di loro. Tank, cambiando idea e atteggiamento, cerca di salvarsi la vita nuotando dietro l'onda, ma viene ripetutamente colpito da fulmini a causa del fatto che la sua tavola è fatta di metallo. Il resto del gruppo sterza invece dietro le scariche di fulmini, ma Undertaker viene colpito e spazzato via. Paige e J.C. vanno in soccorso di Undertaker e lo riportano a riva, dove sembra essere ormai morto dal momento che il suo cuore si è fermato, fortunatamente, Joe lo resuscita usando delle meduse come defibrillatori. 
Cody, vedendo Tank in pericolo, abbandona il suo astio nei suoi confronti e torna per portarlo in salvo. Gli Hang 5, orgogliosi di Cody per il suo gesto altruistico, lo invitano a unirsi alla squadra, ma lui, non volendo abbandonare i suoi amici e l'isola di Pen Gu, la sua casa, declina l'offerta. Mr. McMahon annulla il suo ritiro e il suo desiderio di assaggiare il "latte di pesce" per restare con la squadra. Cody e Tank, messi da parte i loro dissapori e diventati amici, decidono di aprire la nuova scuola insieme, con Lani, joe e i membri degli Hang 5 (Mr. Mcmahon compreso).

## Doppiaggio
- Jeremy Shada: Cody Maverick
- Melissa Sturm: Lani Aliikai
- Jon Heder: Joe Ruspante
- Diedrich Bader: Tank "The Shredder" Evans
- John Cena: J.C.
- The Undertaker: Undertaker
- Triple H: Hunter
- Paige: Paige
- Vince McMahon: Mr. McMahon
- Michael Cole: commentatore
- Zoe Lulu: Kate
- Declan Carter: Arnold
- James Patrick Stuart: intervistatore e annunciatore

## Distribuzione
Il film venne rilasciato direct-to-video negli Stati Uniti il 17 gennaio 2017.